# Charles de Bourbon
Charles de Bourbon je lahko:
- Charles I., grof Bourbonski (1401–1456)
- Charles II., grof Bourbonski (1434–1488), kardinal
- Charles III., grof  Bourbonski (1505–1527), Bourbon-Montpensier
- Charles de Bourbon, grof Vendômeski (1489–1537), Bourbon-La Marche
- Charles, kardinal de Bourbon  (1523–1590)
- Charles II kardinal de Bourbon (1562–1594), kardinal de Vendôme
- Charles de Bourbon, nadškof Rouena (1564–1610)
- Charles de Bourbon, grof Soissonski (1566–1612)
- Charles de Bourbon, vojvoda Berryski (1686–1714)